# Ташу-Хаджі
Ташев-Хаджі, також Ташав-Хаджі, Ташав-Хаджі Ендрієєвський і Ташу-Хаджі Саясановський (власний підпис — «Хаджі-Ташав абду-ху» ["Хаджі-Ташав, раб Його { Аллаха }"], низьба — «Ал-Гумукі» [з кумиків ], кум. Ташав-Гьажи Эндирейли, Ташав-Гьажи, чечен. Сесанара Воккха Хьаьжи, Воккха Хьаж, нар. 1770 — пом. 1843–1846) — мусульманський богослов кумицького походження, за іншими даними, чеченського походження, активний учасник Кавказької війни, імам Чечні, обраний 1834 року. Пізніше один із мудирів імама Шаміля. Також був наїбом Ауха.

## Біографія

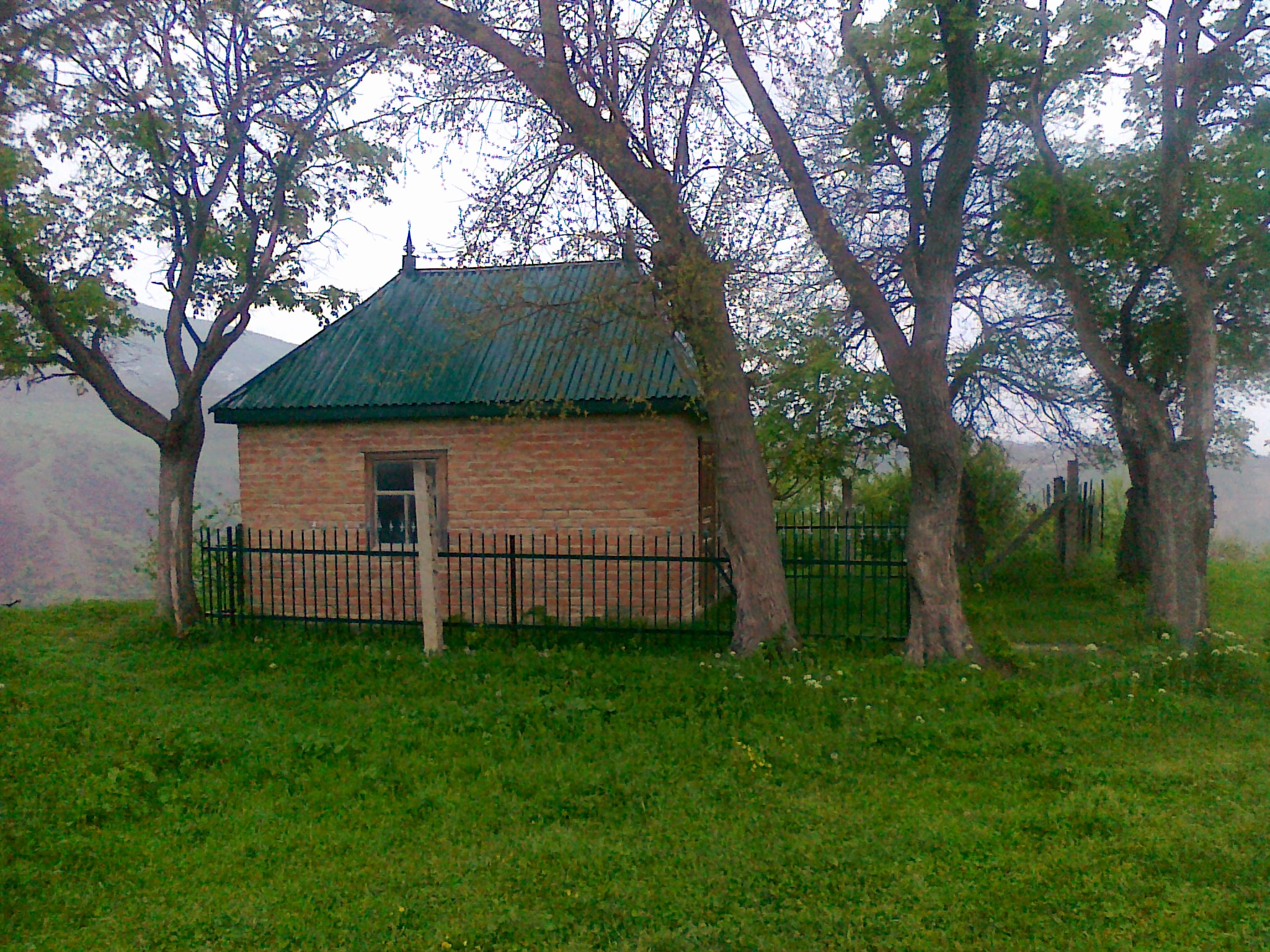
Зіярат, розташований у Юрт-Аусі на місці, де відпочивав Ташу-Хаджі

Ташу-Хаджі народився в селі Ендрій Засулакської Кумикії, за іншими даними, Ташу-Хаджі Ічкеринець народився в Чечні у верхів'ях річки Мічик. Був кумиком за походженням виходячи з численних даних, своїх творів на кумицькій і своїх підписів. Однак, існує й інша версія: деякі сучасні історики стверджують, що національна приналежність Ташу-Хаджі залишається невідомою, інші припускають, що Ташу-Хаджі міг бути як кумиком, так і чеченцем. Наприклад, дослідник М. Гаммер повідомляє, що в місцевих письмових джерелах арабською мовою він називає себе «Ал-Індірі», що означає «з Ендері», таким чином, історик робить висновок про те, що Ташу-Хаджі міг бути як кумиком, так і чеченцем, так як у кумицькому селищі Ендері існувала значна чеченська меншина. Сам Ташу-Хаджі про свою національну належність говорив туманно.
Також предметом обговорення його національної приналежності став якийсь вірш, виявлений у чеченського переселенця з Йорданії дослідником І.Ханмурзаєвим, авторство якого переселенець приписує Ташеву-Хаджі. У першій версії вірша, Ташев називається «Воккха Хаджі», що перекладається з чеченської як «Великий Хаджі», у другій — ал-Індарі (Хаджі Ташав Індарі), де підкреслюється місце його народження, тобто аул Ендірей. У третьому варіанті замість імені шейха використовується слово «ал-гумуки», що означає «кумик» або «кумикський». Який варіант є первісним І. Ханмурзаєв визначити не може, припускаючи, що вони могли існувати одночасно, але при цьому віддає перевагу «кумицькій» версії, відштовхуючись на тому, що сам Ташу з етичних міркувань не міг себе так іменувати (Воккха/Великий-Хаджи), до того ж Ташу-Хаджі не володів чеченською мовою.
У 1820-ті був муллою у рідному селі. Навчався у Саїда Араканського та Мухаммада Ярагського. Останній звів його в сан шейха накшбандійського тарікату.

### Участь у Кавказькій війні

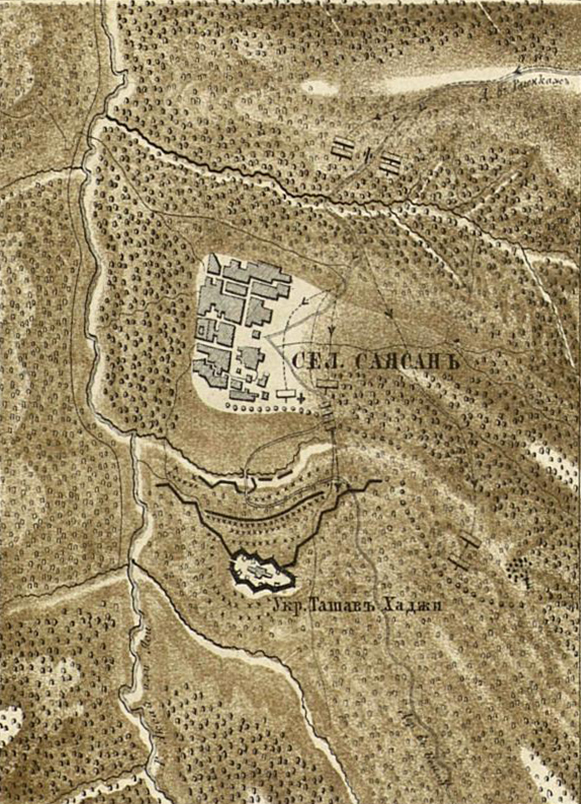
Село Саясан та зміцнення Ташу-Хаджі

Після того, як йому довелося покинути Ендірей, спочатку він поселяється в Салатавії в селі Алмак, потім переселяється до Чечні. Ташу-Хаджі переїхав до села Саясан (Сесана), яке стало для нього останнім будинком до його смерті у 1843 році.
Восени 1832 р. в аулі Гімри гине Газімухаммад. Незабаром після смерті Газімухаммада імамом був обраний Гамзатбек. Його діяльність у період не давала приводів для хвилювання кавказького командування. Однак, як зазначає М. Гаммер, у середині 1834 року росіяни поставилися до імаму як до зростаючої загрози, особливо після того, як до нього приєднався і визнав верховенство імама Ташу-Хаджі, видний воєначальник у чеченців, який почав закликати чеченців до спільного повстання проти Імперії.
Ташу-Хаджі брав активну участь у Кавказькій війні починаючи з 1828 року, був близьким наближеним до першого імама Газі-Мухаммада. Він двічі фігурував у списку кандидатів на місце імаму Дагестану та Чечні, але у результаті поступився спочатку Гамзат-беку Гоцатлінському, а потім Шамілю Гімринському. Ташев-Хаджі до середини 1831 вдалося схилити на свій бік значну кількість жителів східної Чечні.
Перша згадка про Ташу-Хаджі було зроблено в донесенні Розена військовому міністру А. Чернишеву від 16 серпня 1834, а перші відомості про збройний виступ горян під його керівництвом відносяться до 10 червня 1835 року.
Князь Орбеліані, що у 1843 р. у полоні у Шаміля, писав: «Очевидно, Ташев-хаджі, що вийшов з кумикських релігійних кіл, що користувався, … великою вагою в світі горян, сподвижник Газі-Мухаммеда і Гамзата, що мав винятковий авторитет серед чеченців, справді міг уявити собою небезпечного суперника».
Ташу-хаджі спочатку відкрито відмовився вважати Шаміля імамом і визнавати за ним владу. Проте, обидва лідери усвідомлювали необхідність перед наступом царської армії об'єднати свої сили. З цієї причини вони вступили в переговори, які завершилися зустріччю в Чиркаті в лютому 1836, на якій Шаміль, Ташу-хаджі і Кебед Мухаммад прийняли рішення про об'єднання зусиль. До їхніх спільних кампаній після об'єднання сил належить відома битва при Телетлі.
У 1839 р. після невдачі імама при Ахульго у Шаміля залишався лише один вихід — вирушити до Чечні, де за повідомленням Орбеліані «… в Байянах (Беной) Шаміль був ласкаво прийнятий Ташу-хаджі».

## Хронологія подій

Прапор наїба Ташу-Хаджі

- 1831 — Перші відомості про виступ ватажка горців Дагестану і Чечні Ташу-Хаджі — «втікача з Андріївського села», який підняв до обурення чеченців і кумиків. Ташу-хаджі вів пропаганду серед ендіреївців та кумиків, спонукаючи їх до підтримки Газі-Мухаммада.
- 1832 р. жовтень — У Гімрах у нерівній боротьбі, оточений з усіх боків ворогом гине Газімухаммад. Поважаючи його пам'ять, Ташу-хаджі зберігав його бойовий прапор, який брав із собою у своїх подальших походах. «Він з'явився продовжувачем справи Газі-Мухаммеда і все життя беззастережно стояв на позиціях газуватий».
- 1834 16 серпня — згадка про Ташев-Хаджі в донесенні полковника Розена військовому міністру А. Чернишову.
- 1835 10 червня — відомості про виступ ватажка горян Дагестану і Чечні Ташу-Хаджі.
- 1835 12-15 червня — Бої між загонами полковника Пулло і Ташев-Хаджі на річці Аргуні.
- 1836 р. січень або 9 лютого — Винищення полковником Пулло аула Кошкельди.
- 1836 29 січня або 10 лютого — Бій між загонами Пулло і Ташу-Хаджі біля селища Кошкельди. Відступ Пулло за Терек.
- 1836 16 або 28 лютого — Відправлення Ташу-Хаджі з загоном в 200 осіб в Чиркей для зустрічі з Шамілем.
- 1836 р. березень — Спільний виступ Ташу-Хаджі та Шаміля для покарання непокірних жителів дагестанських аулів Ігалі, Урата, Ара-кана, Ірганая, Кодуха та Унцукуля.
- 1836 р. кінець червня — Вторгнення Шаміля з чеченськими ватажками Ташу-Хаджі та Уді-муллою в койсубулінську спільноту, захоплення Ігалі, Херадаре, Балахани.
- 1836 23 серпня або 2-6 вересня — Каральна експедиція полковника Пулло в аули на річці Яман-су. Знищення аулу Зандак. Відступ загону Пулло під натиском Ташу-Хаджі в фортецю Внєзапная.
- 1837 р. лютий — На запрошення чеченських ватажків Ташу-Хаджі, Уді-Мули, Домбая, Умахана та Оздеміра, імам Шаміль із загоном дагестанців прибув до Чечні.
- 1837 9 або 21 лютого — Перемога Фезі над об'єднаними силами Шаміля і Ташу-Хаджі на річці Хулхулау біля селища Автури.
- 1837 р. Квітень — Будівництво Ташу-Хаджі укріплення при урочищі Ахмат-Тала на правому березі річки Аксай, поблизу аула Мескети.
- 1837 р. квітень — Таємна угода між Шамілем та Ташу-Хаджі про узгоджені дії проти імперських військ у Чечні та Дагестані.
- 1839 10 травня — Бій між військами генерала Граббе і загоном Ташу-Хаджі біля селища Мескети. Поранення поручика А. Мілютіна — майбутнього військового міністра Росії. Відступ Ташу-Хаджі до Беною.
- 1839 р. Весна — Ташу-Хаджі робить безперервні набіги на Кавказьку лінію з метою відвернути імперські сили від Дагестану.
- 1840 р. кінець лютого, початок березня — чеченці та терські кумики під керівництвом Шоїп-мулли Цонтороєвського, Джаватхана Даргоєвського (помер від ран у 1842), Ташу-Хаджі Ендрієвського, Уді-мулли (1770—1854) -Езірхі (1796—1840 (загинув у бою)) Гордалінських, Іси Гендергеноєвського (помер у 1845) піднімають повстання і пропонують Шамілю очолити його.
- 1840 16 травня — Напад Ташу-Хаджі на фортецю Внєзапная.
- 1840 5 або 17 червня — Взяття загонами Шаміля і Ташу-Хаджі селища Зубутлі в Салатавії. Перехід салатівських аулів на бік Чечні, що повстала[34].
- 1843 — смерть Ташу-хаджі від отриманих в бою ран.

## Творчість
У Ташу-Хаджі, крім творів арабською мовою, є ряд його творів і кумицькою мовою — «Валіюллагь Гьажі хариб болг'анда…», «Мюрютюм мені, екібіз де бір елда болайыкъ…», "Насиплілер даат к'ылаг… З них найбільший інтерес представляє перше, в якому він виклав причини, що спонукали його покинути Ендірей.